# Pamětní síň Jaroslava Fraňka v Nezabudicích
Pamětní síň Jaroslava Fraňka v Nezabudicích je jednou z poboček Muzea T. G. M. Rakovník.

## Historie

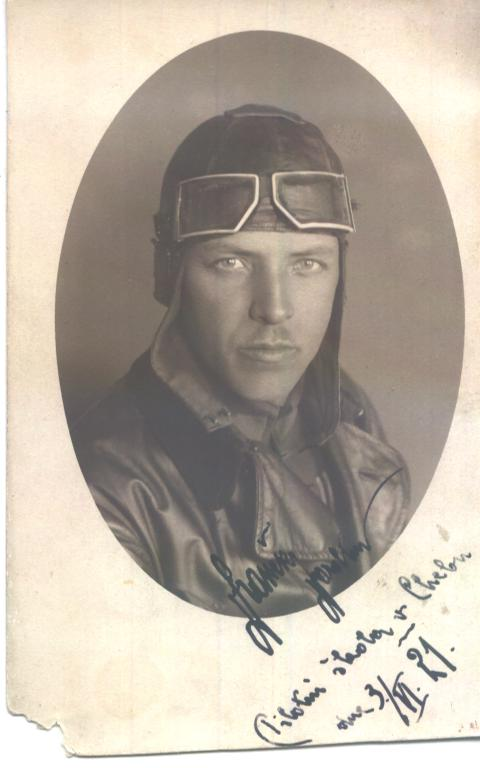
Jaroslav Franěk jako vojenský letec v období mezi světovými válkami

Idea vzniku Pamětní síně Jaroslava Fraňka v Nezabudicích vznikla v roce 1997, kdy byla na budově hostince U Rozvědčíka u řeky Berounky slavnostně odhalena pamětní deska věnovaná tomuto nezabudickému rodákovi a zakladateli nejen hostince, ale především tradice místa, které je dodnes oblíbeným turistickým cílem vodáků i pěších turistů obdivujících krásy Křivoklátska. Při této slavnostní příležitosti byla v nezabudické hospodě U Jindřicha otevřena krátkodobá výstava, která prezentovala dokumenty týkající se života Jaroslava Fraňka. 
Ta byla podnětem k dohodě mezi Obecním úřadem v Nezabudicích a rakovnickým muzeem o vybudování pamětní síně v místnosti obecního úřadu, která byla slavnostně otevřena v roce 1998. Jejím základem se staly předměty z pozůstalosti Jaroslava Fraňka, darované muzeu ze soukromé sbírky. Jako legionář se Jaroslav Franěk v první světové válce účastnil bitvy u Zborova, kde utrpěl zranění, kvůli kterému by poslán zpět do vlasti. Právě tehdy postavil Hostinec U Rozvědčíka, který se na nějakou dobu stal také víkendovým útočištěm rodiny spisovatele Oty Pavla, v jehož knížkách je osud rozvědčíka Fraňka poutavě popsán. Za druhé světové války se Franěk aktivně zapojil do protinacistického odboje a na svém pozemku i v hostinci ukrýval zbraně, za což byl 1. července 1943 nacisty popraven. V roce 1999 získalo muzeum část Fraňkovy korespondence, která obsahuje také jeho poslední dopis před popravou a kapesník vyšívaný ve vězení údajně s označením místa, kde jsou ukryty zbraně.
Muzeum každoročně pořádá pietní akt u příležitosti výročí jeho úmrtí o nejbližším víkendu po 1. červenci.

## Galerie

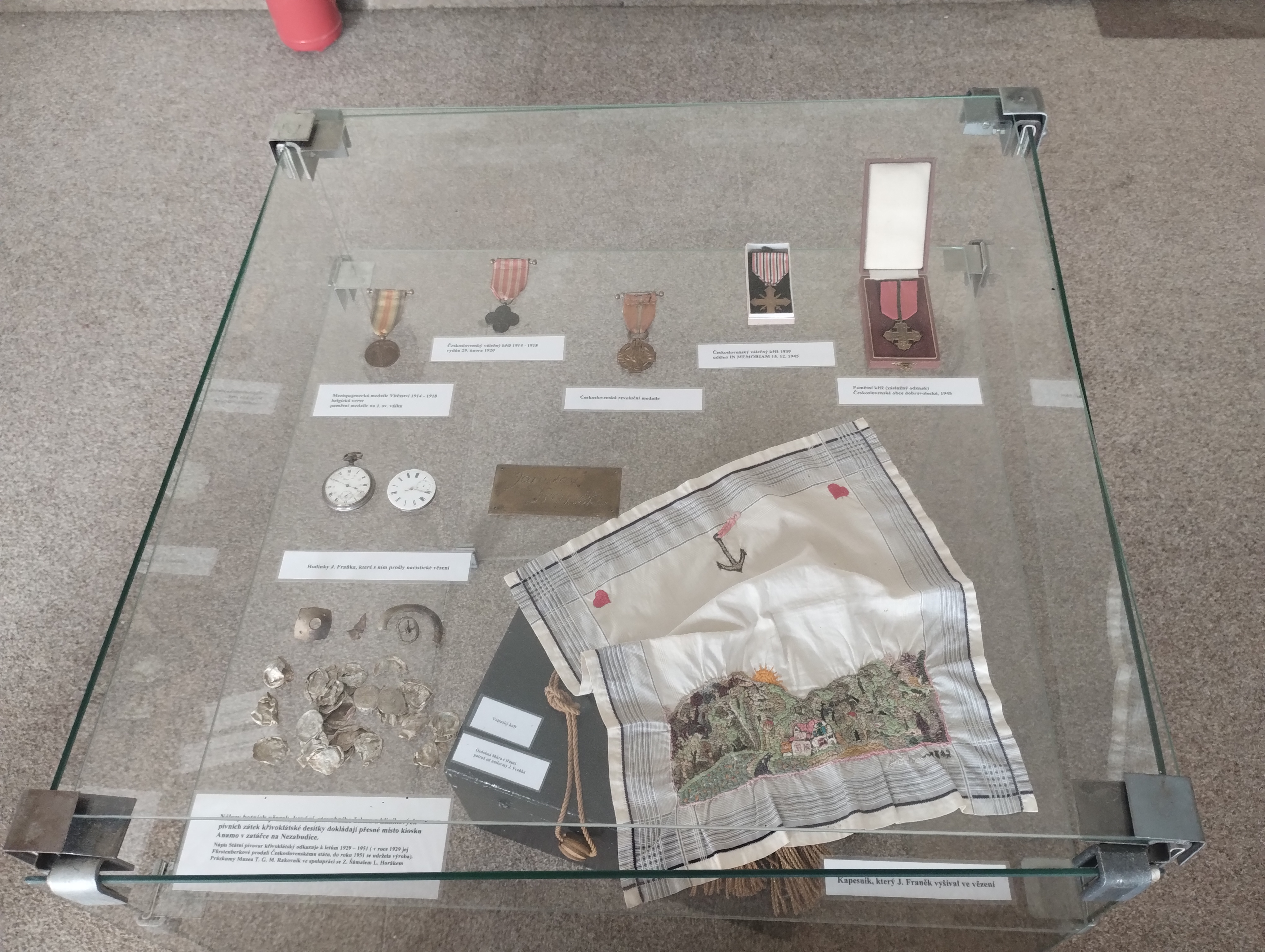
Vystavené exponáty z pozůstalosti v pamětní síni Jaroslava Fraňka, včetně vyšívaného kapesníku
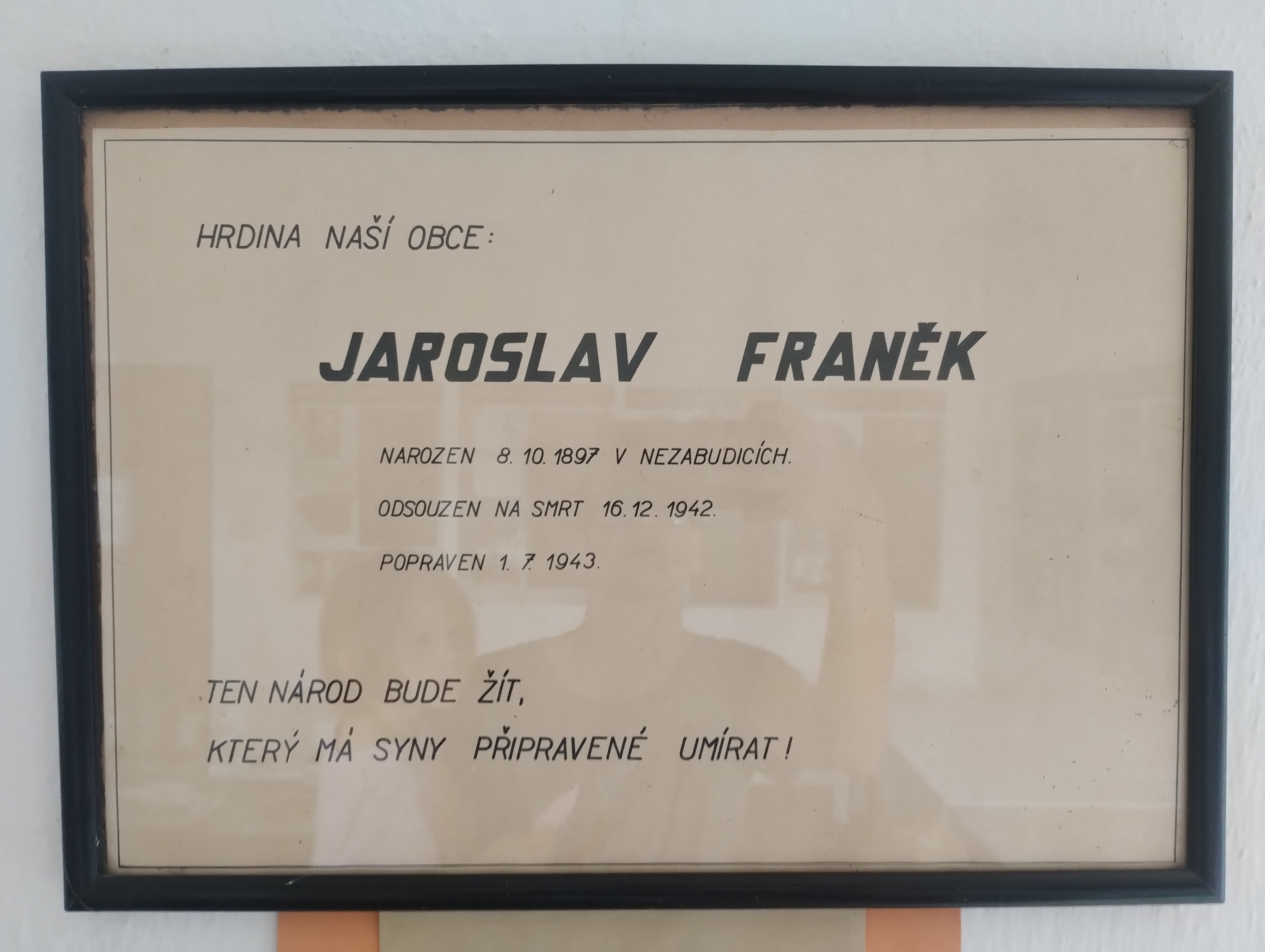
Součást expozice pamětní síně Jaroslava Fraňka